# Pocałunek śmierci (film 1947)
Pocałunek śmierci (ang. Kiss of Death) – amerykański film noir z 1947 roku w reżyserii Henry’ego Hathawaya.

## Opis fabuły
Stany Zjednoczone II połowy lat 40. XX w. Bezrobotny recydywista Nic Bianco, nie mogąc znaleźć zatrudnienia z powodu swojej kryminalnej przeszłości i mając na utrzymaniu rodzinę, decyduje się na napad na jubilera. Podczas ucieczki zostaje jednak aresztowany, napada również na policjanta. Odrzuca propozycję współpracy i łagodnego wyroku ze strony zastępcy prokuratora Louisa D’Angelo, będąc przekonanym, że jego wspólnicy i prawnik Earl Howser zaopiekują się jego rodziną podczas odsiadki.
Bianco dostaje 20 lat, które odsiaduje w Sin Sing. Tam, po trzyletnim pobycie dowiaduje się z gazet, że jego ukochana popełniła samobójstwo z powodu braku środków do życia, a dwie jego córki trafiły do sierocińca. Postanawia pójść na współpracę z D’Angelo. Propozycja prokuratora sprzed trzech lat jest już jednak nieaktualna. Bianco otrzymuje nową – w zamian za zwolnienie warunkowe i prawo do opieki nad dziećmi ma swoimi informacjami pomóc D’Angelo rozpracować środowisko przestępcze skupione wokół Howsera. Prokurator chce posłużyć się w tym celu podstępem.
Przenosi Bianco do miejskiego więzienia i fikcyjnie oskarża o napad sprzed lat w którym brał udział jeden ze wspólników Bianco – Rizzo. Na widzeniu z Howserem Bianco informuje go o nowym oskarżeniu i jako policyjnego informatora wskazuje Rizzo. Howser „łyka przynętę” – nasyła na Rizzo psychopatycznego zabójcę Tommy’ego Udo. Udo w mieszkaniu Rizzo zastaje tylko jego starą matkę-inwalidkę, którą morduje z zimną krwią. Wkrótce potem Bianco zostaje zwolniony warunkowo z więzienia. Poślubia Nettie – byłą opiekunkę jego dzieci i przyjaciółkę zmarłej żony. Wraz z nią i odzyskanymi córkami rozpoczyna nowe, szczęśliwe życie pod zmienionym nazwiskiem. Cały czas pracuje jednak dla D’Angelo. Spotyka się z jego polecenia z Udo, który opowiada mu o wielu kryminalnych uczynkach z przeszłości. W pewnym momencie D’Angelo uznaje, że dzięki informacjom Bianco ma wystarczające dowody, aby wytoczyć proces Udo o morderstwo i posadzić go na długie lata. Chce w tej sprawie użyć jako świadka Bianco. Ten, pomimo oporów, w końcu zgadza się pomny, że nowe życie jakie właśnie rozpoczął jest wynikiem układu z prokuratorem.
Jednak podczas procesu sprawy przybierają dla Bianco niekorzystny obrót – przysięgli uznają, że dowody przeciwko Udo są niewystarczające, aby go skazać i uniewinniają go. Bianco znajduje się teraz w śmiertelnym niebezpieczeństwie. Zdaje sobie sprawę, że Udo będzie chciał się zemścić na nim jako „kapusiu”, a D’Angelo nie jest w stanie mu zbyt wiele pomóc – po uniewinnieniu prokuratura nic na Udo nie ma. Bianco postanawia wziąć sprawy we własne ręce – wywozi rodzinę w bezpieczne miejsce, a sam odmawiając ochrony D’Angelo, postanawia sprowokować Udo do ataku na niego i tym samym stworzyć dla prokuratora okazję do aresztowania go. Wie, że Udo jako recydywista, jeśli zostanie złapany choćby z bronią w ręku, otrzyma wieloletni wyrok.
Na własną rękę odnajduje Udo z jego ludźmi w jednym z lokali. Telefonicznie informuje o tym D’Angelo i prosi o wsparcie policji, jednak, dopiero gdy Udo sięgnie po broń. Sam udaje się do lokalu na rozmowę z Udo. Podczas niej próbuje zniechęcić psychopatę do zemsty, grożąc dalszymi denuncjacjami o jego przestępczej działalności. Rozeźlony Udo traci panowanie nad sobą i w momencie, gdy Bianco opuszcza lokal (chociaż ten doskonale zdaje sobie sprawę z tego, co go czeka), strzela do niego. W tym momencie do akcji wkracza przyczajona policja z prokuratorem D’Angelo. Ciężko ranny Bianco trafia do szpitala, a Udo do policyjnego aresztu.

## Obsada aktorska
- Victor Mature – Nick Bianco
- Brian Donlevy – Louis D'Angelo, zastępca prokuratora
- Coleen Gray – Nettie, głos zza kadru
- Mildred Dunnock – pani Rizzo
- Richard Widmark – Tommy Udo
- Taylor Holmes – Earl Howser
- Howard Smith – Warden
- Karl Malden – sierż. William Cullen
- Anthony Ross – „Big” Eddie Williams
- Millard Mitchell – detektyw Shelby
- J. Scott Smart – Skeets

i inni.

## O filmie
Pocałunek śmierci obok innych obrazów Henry’ego Hathawaya, takich jak W matni (1946) i Dzwonić Northside 777 (1947), uważany jest za klasyczny obraz gatunku noir. Nie okazał się być wielkim hitem kasowym (wpływy ledwie pokryły koszty produkcji, a na 93 premiery filmowe w Stanach w 1947 film zajął pod względem dochodów odległe, 83. miejsce). Otrzymał jednak kilka prestiżowych nagród: Złoty Glob (dla Widmarka), dwie nagrody na MFF w Locarno (za najlepszy scenariusz i dla najlepszego aktora – Mature) i dwie nominacje do nagrody Oscara (dla Widmarka i za najlepszy scenariusz).
Obraz był bardzo udanym debiutem aktorskim późniejszej, wielkiej gwiazdy Hollywood – Richarda Widmarka, który za drugoplanową rolę psychopatycznego zabójcy Tommy’ego Udo otrzymał Złoty Glob i nominację do Oscara za najlepszą rolę drugoplanową. I to głównie ze względu na jego kreację film chwalili krytycy. Niektórzy z nich wyrażali pogląd, że w gruncie rzeczy rola Widmarka jest jedynym powodem, dla którego warto obejrzeć film. Po latach, postać chichoczącego psychopaty porównywano do Jokera – jednego z przeciwników Batmana. Określano jego rolę jako „błyskotliwą kreację, która utrwaliła jego image na wiele lat”.
W 1995 film doczekał się luźno związanego z pierwowzorem remaku pod tym samym tytułem. Wyprodukowała go ta sama wytwórnia filmowa, czyli 20th Century Fox. Jego reżyserem był Barbet Schroeder, a główne role zagrali m.in. David Caruso, Samuel L. Jackson, Nicolas Cage i Helen Hunt. Film okazał się być jednak finansową klapą, a w przeciwieństwie do swojego pierwowzoru, jedynym wyróżnieniem jakie mu przyznano była nominacja do Złotej Maliny.